# Японський професійний бейсбол
Японський професійний бейсбол (NPB) (яп. 日本野球機構, Nippon Yakyū Kikō) — найвищий рівень бейсболу в Японії. Місцеві його часто називають Puro Yakyū (яп. プロ野球), що означає Професійний бейсбол. За межами Японії його часто називають «Японський бейсбол».
Коріння ліги можна простежити до створення Бейсбольного клубу «Greater Japan Tokyo» (яп. 大日本東京野球倶楽部, Dai-Nippon Tōkyō Yakyū Kurabu) у Токіо, що був заснований у 1934 році, і початкової схеми цього виду спорту. Через два роки імперія заснувала Японську бейсбольну лігу (JBL), яка продовжувала грати навіть в останні роки Другої світової війни. Організація, яка сьогодні називається NPB, була сформована під час реорганізації JBL у 1950 році. Було створено дві ліги (Центральна і Тихоокеанська) з шістьма командами в кожній з щорічною серією плей-офф чемпіонату Японської серії, якою закінчується сезон.
NPB також контролює Західну лігу та Східну лігу, дочірні або малі ліги NPB.

Починаючи з першої Японської серії в 1950, Гігінти Йомімурі мають найбільше чемпіонатів (22) і найбільше виступів (37). На початку сезону 2024 року Ханшин Тигри, які перемогли Буйволів Орікс з рахунком 4-3 у Японській серії 2023 року, є чинними чемпіонами. Станом на 2023 рік. Японська серія змагалася 74 рази, причому Тихоокеанська ліга та Центральна ліга виграли по 37 разів.